# Свошова
Свошова (пол. Swoszowa) — село в Польщі, у гміні Шежини Тарновського повіту Малопольського воєводства.
Населення — 619 осіб (2011).
У 1975-1998 роках село належало до Тарновського воєводства.

## Демографія
Демографічна структура станом на 31 березня 2011 року:
|          | Загалом | Допрацездатний вік | Працездатний вік | Постпрацездатний вік |
| -------- | ------- | ------------------ | ---------------- | -------------------- |
| Чоловіки | 317     | 70                 | 202              | 45                   |
| Жінки    | 302     | 75                 | 158              | 69                   |
| Разом    | 619     | 145                | 360              | 114                  |